# Токай (Айті)

То́кай (яп. 東海市, とうかいし, МФА: [toːkai̯ ɕi̥]?) — місто в Японії, в префектурі Айті. Розташоване в західній частині префектури, в основі півострова Тіта, на березі затоки Ісе.   Виникло на основі сільських і рибальських поселень раннього нового часу. Отримало статус міста 1969 року. Площа становить 43,36 км². Станом на 1 серпня 2011 року населення складало 109 024  осіб, густота населення — 2510 осіб/км².  Основою економіки є металургія, автомобілебудування, машинобудування, хімічна промисловість.   